# Kuciny
Kuciny – wieś w Polsce położona w województwie łódzkim, w powiecie poddębickim, w gminie Dalików.
W latach 1954–1968 wieś należała i była siedzibą władz gromady Kuciny, po jej zniesieniu w gromadzie Bełdów. W latach 1975–1998 miejscowość administracyjnie należała do województwa sieradzkiego.
We wrześniu 1939 stacjonowały tu 211. i 212. eskadry bombowe.

## Zabytki
Do rejestru zabytków Narodowego Instytutu Dziedzictwa na listę zabytków wpisany jest obiekt:
- karczma, obecnie dom mieszkalny, mur.-drewn., pocz. XIX w., nr rej.: 633 z 28.08.1967